# Offensive von Guipúzcoa
Gijón –
Oviedo –
Alcázar von Toledo –
Mérida –
Badajoz –
Guipúzcoa –
Mallorca –
Sierra Guadalupe –
Talavera de la Reina –
Madrid –
Straße nach Coruña –
Málaga –
Jarama –
Guadalajara –
Krieg im Norden (Durango, Guernica, Santander) –
Brunete –
Belchite –
Teruel –
Cabo de Palos –
Aragon –
Ebro –
Katalonien
Die Offensive von Guipúzcoa war eine Offensive zu Beginn des Spanischen Bürgerkrieges, in dem die Nationalisten die Provinz Guipúzcoa eroberten. Die nationalistische Offensive begann im August 1936 und hatte das Ziel, das Baskenland von Frankreich abzuschneiden.
Im August trafen sich Emilio Mola und Francisco Franco in Sevilla und beschlossen, San Sebastian und Irun zu erobern. Die nationalistischen Truppen stießen daraufhin mit 3.500 Mann von Pamplona in Richtung San Sebastian und Irun vor. Den Nationalisten gelang es am 11. August, die alte Baskenhauptstadt Tolosa einzunehmen. Des Weiteren rückten die Nationalisten entlang der französischen Grenze in Richtung Irun vor und eroberten am 11. August den Bergrücken von Picoqueta, ca. 15 Kilometer südlich von Irun. Durch die Zerstörung der Brücke bei Endarlatsa gelang es aber den Republikanern, den Vormarsch der Nationalisten über die Nationalstraße N-121a auf Irun aufzuhalten. Am 26. August begann Oberst Alfonso Beorlegui Canet den Angriff auf Irun und eroberte die Stadt nach blutigen Kämpfen am 3. September. Am 13. September folgte der Abschluss der Offensive mit der Eroberung von San Sebastian. Hiernach erfolgte der Vorstoß der Nationalisten auf die Provinz Bizkaia.

## Internationale Milizionäre
Am 28. August 1936 überquerten polnische Bergleute aus Frankreich die französisch-spanische Grenze und nahmen an der Verteidigung der Stadt Irún teil. Sie kämpften mit Franzosen in der Milizgruppe Wroblewski, mit der deutschen Gruppe Edgar André, der Milizgruppe Hoffmann und mit der Milizgruppe Gorizia. Der stellvertretende Kommandeur der 200 Mann starken internationalen Milizeinheit war Leib Jampolski (Jean-Paul) und der Anführer der polnischen Milizionäre war Francis Palka.